# Цистов гроб Η (Лете)
Цистов гроб Η (на гръцки: Τάφος Η) е древномакедонско погребално съоръжение, разположено в некропола на античния град Лете, в местността Дервент (Дервени) днес в Северна Гърция.

## Описание
Гробът е открит в 1962 година. Представлява малък, почти квадратен цистов гроб от четири порести каменни блока. Покритието е от същите блокове. Стените на погребалната камера са измазани с гипс.

## Находки
Гробът е ограбен и съдържанието му е разхвърляно. Погребалните дарове включват усукан кратер с позлатена релефна лозова клонка, кипирска амфора, фрагменти от глинена кукла, златна обица и фрагменти от бронзови съдове. Пепелта от кремацията на починалия е била в атическо червенофигурно пелике със сцена с изображение на Афродита и Ерос.